# Luca Salvetti
Luca Salvetti (Livorno, 9 settembre 1966) è un giornalista e politico italiano, sindaco di Livorno dal 2019.

## Biografia
Nel 1991 ha conseguito la laurea in scienze politiche presso l'Università di Pisa. Già durante il percorso universitario è stato collaboratore del quotidiano Il Telegrafo. Iscritto all'albo dei giornalisti, nel 1990 ha iniziato a lavorare per La Nazione nei settori della cronaca, dello sport e dello spettacolo. Dal 1991 è diventato telereporter dell'emittente Granducato TV, ruolo che ha ricoperto fino al 2019. Nel 1995 ha lavorato per la trasmissione televisiva Chi l'ha visto? e dal 2003 al 2013 è stato corrispondente da Livorno per La Repubblica.

### Politica
Alle elezioni amministrative del 2019 si è candidato a sindaco di Livorno sostenuto da una coalizione di centro-sinistra comprendente il Partito Democratico, Articolo Uno e le liste "civiche Futuro!" e "#casa Livorno". Dopo aver ottenuto al primo turno il 34,20% dei voti, ha vinto il ballottaggio del 9 giugno contro il candidato del centro-destra Andrea Romiti con il 63,32%. Alle comunali del 2024 si ricandida con il sostegno di PD, AVS, +Europa e alcune civiche venendo confermato al primo turno con il 51,74%.

## Opere
- Telereporter. Fatti, storie e personaggi in 25 anni di giornalismo televisivo, Livorno, Erasmo, 2013.